# Begonia sikkimensis
Espèce
Synonymes
- Begonia sikkimensis var. sikkimensis[1]

Begonia sikkimensis est une espèce de plantes de la famille des Begoniaceae.
L'espèce fait partie de la section Platycentrum.
Elle a été décrite en 1859 par Alphonse Pyrame de Candolle (1806-1893).

## Répartition géographique
Cette espèce est originaire des pays suivants : Bhoutan ; Chine ; Inde ; Népal.

## Liste des variétés
Selon Catalogue of Life (23 février 2017) :
- variété Begonia sikkimensis var. kamengensis Rekha Morris, P.D.McMillan & Golding
- variété Begonia sikkimensis var. sikkimensis

Selon World Checklist of Selected Plant Families (WCSP) (23 février 2017) :
- variété Begonia sikkimensis var. kamengensis Rekha Morris, P.D.McMillan & Golding (2009)
- variété Begonia sikkimensis var. sikkimensis